# اما یونگ
اما روشنباخ یونگ (به آلمانی: Emma Rauschenbach Jung)(۳۰ مارس ۱۸۸۲ – ۲۷ نوامبر ۱۹۵۵) روانکاو و نویسنده سوییسی و نیز همسر کارل یونگ از بنیانگذاران روانشناسی تحلیلی بود.

## دوران کودکی
او در خانواده‌ای از صنعتگران ثروتمند و قدیمی سوئیس و آلمان به‌دنیا آمد که این ثروت بعد به شوهرش ـ کارل یونگ ـ آزادی مالی داد تا به دنبال کار خود و علایقش برود.

## ازدواج
اِما در ۱۴ فوریه سال ۱۹۰۳ ازدواج کرد. هفت‌سال پس از اولین ملاقات او با کارل یونگ. آن‌ها دارای پنج فرزند بودند؛ آگاته، گِرِت، فرانتس، ماریانا و هلن.

## زندگی زناشویی
در سال ۱۹۰۶ با علاقه کار شوهرش را پی گرفت و یک تحلیل‌گر در حد خود او تبدیل شد. او جام افسانه‌ای را که موضوع مورد علاقهٔ خودش بود، توسعه داد.
قبل از ازدواج او روان‌کاو بود. اگرچه استقلال او در این زمینه بعدها تبدیل به رقابت شد. او همچنین به‌طور منظم در ارتباط مکاتبه‌ای با زیگموند فروید بود. در زمان تولد آخرین فرزند خود، در۱۹۱۴، شوهر او با یکی شاگردانش به نام تونی وولف که از بیماران سابق او نیز بود. ارتباط عاطفی برقرار کرد که برای چند دهه به‌طول انجامید. ولی اما یونگ این ارتباط را عامل نجات و تحکیم‌ زندگی مشترک خود با یونگ میدانست و از تونی وولف به عنوان ناجی شوهرش در موقعی که نه خودش نه سایرین هیچ کاری برای او از دستشان ساخته نبود یاد میکرد.

## پس از مرگ
پس از مرگ اما، کارل یونگ روی یک سنگ به نام او حک کرد «او پایه و اساس خانهٔ من بود». او همچنین در حال عزاداری با گریه بلند می‌گفت: «او یک ملکه بود! او یک ملکه بود». بر سنگ قبر او شعری حکاکی شده «آه گلدان؛ به اطاعت و فرمانبرداری وارد شو».